# Distrito electoral federal 5 de Coahuila
El V Distrito Electoral Federal de Coahuila es uno de los 300 Distritos Electorales en los que se encuentra dividido el territorio de México y uno de los 8 que se encuentran en el Estado de Coahuila. Está conformado por el municipio de Torreón donde se asienta la cabecera del mismo.

## Distritaciones anteriores
El V Distrito surgió en 1902 para integrar la XXI Legislatura. Francisco M. Ramírez fue el primer diputado federal electo al Congreso de la Unión por este distrito.

### Distritación 1978 - 1996
Esta distritación fue establecida el 28 de mayo de 1978 cuando la Comisión Federal Electoral (autoridad encargada en ese entonces de los procesos electorales en México) demarcó los nuevos 300 distritos electorales, que conformarían la Cámara de Diputados a partir de la LI Legislatura, elegida en 1979.
Para esta distritación, el V Distrito tenía cabecera en la ciudad de Frontera y comprendía los municipios de Arteaga, Castaños, Frontera, General Cepeda, Parras de la Fuente, Ramos Arizpe y la zona rural de Saltillo. 

### Distritación 1996 - 2005
El 12 de agosto de 1996 el Instituto Federal Electoral emitió una nueva distribución, estableciendo el V Distrito en los municipios de Matamoros, Viesca y la parte del municipio de Torreón donde estableció su cabecera. 

### Distritación 2005 - 2017
En la distritación emitida el 2 de marzo de 2005, el municipio de Parras de la Fuente fue agregado nuevamente a esta circunscripción.
De los municipios adscritos al V Distrito entre 1976 y 1996, Frontera pasó a formar parte del II Distrito en 1996; mientras Arteaga, General Cepeda, Parras de la Fuente, Ramos Arizpe y parte de Saltillo pasaron al IV Distrito y Castaños fue ubicado en el III Distrito. Posteriormente, en 2005 Arteaga, General Cepeda y Ramos Arizpe fueron ubicados en el III Distrito. En ese año Parras de la Fuente fue volvió a este distrito, mientras que Frontera y Saltillo permanecieron igual. 

### Distritación 2017 -
Con la distritación del 1 de septiembre de 2017, elaborada por el Instituto Nacional Electoral, los municipios de  Matamoros y Viesca dejan de pertenecer a este distrito, para anexarse al VI Distrito que también pertenece a Torreón y Parras de la Fuente, que se adscribe al VII Distrito.

## Diputados por el distrito
| Diputado                                                                        | Grupo parlamentario | Legislatura       | Periodo     |
| ------------------------------------------------------------------------------- | ------------------- | ----------------- | ----------- |
| Francisco M. Ramírez                                                            |                     | XXI               | 1902 - 1904 |
| Gregorio Ruiz                                                                   |                     | XXII              | 1904 - 1906 |
| Vacante                                                                         | Vacante             | XXIII             | 1906 - 1908 |
| Alberto Guajardo                                                                |                     | XXIV              | 1908 - 1910 |
| Carlos Pereyra                                                                  |                     | XXV               | 1908 - 1912 |
| Adrián Aguirre Benavides                                                        |                     | XXVI              | 1912 - 1914 |
| Manuel Cepeda Medrano                                                           |                     | Constituyente     | 1916 - 1917 |
| Jacinto B. Treviño                                                              | PLC                 | XXVII             | 1917 - 1918 |
| Francisco L. Treviño                                                            |                     | XXVIII            | 1918 - 1920 |
| Andrés Gutiérrez Castro                                                         |                     | XXIX              | 1920 - 1922 |
| Carlos Garza Castro                                                             |                     | XXX               | 1922 - 1924 |
| Antonio Garza Castro                                                            |                     | XXXI XXXII XXXIII | 1924 - 1930 |
| El V distrito es suprimido en 1930. Es restablecido en la distritación de 1978. |                     |                   |             |
| Conrado Martínez Ortiz                                                          |                     | LI                | 1979 - 1982 |
| Óscar Ramírez Mijares                                                           |                     | LII               | 1982 - 1985 |
| Gaspar Valdés Valdés                                                            |                     | LIII              | 1985 - 1988 |
| Ignacio Dávila Sánchez                                                          |                     | LIV               | 1988 - 1991 |
| Gaspar Valdez Valdez                                                            |                     | LV                | 1991 - 1994 |
| Gerardo Ordaz Moreno                                                            |                     | LVI               | 1994 - 1997 |
| Braulio Manuel Fernández Aguirre                                                |                     | LVII              | 1997 - 2000 |
| Néstor Villarreal Castro                                                        |                     | LVIII             | 2000 - 2003 |
| Eduardo Olmos Castro                                                            |                     | LIX               | 2003 - 2006 |
| Carlos Augusto Bracho González                                                  |                     | LX                | 2006 - 2009 |
| Miguel Ángel Riquelme Solís                                                     |                     | LXI               | 2009 - 2012 |
| Salomón Juan Marcos Issa                                                        |                     | LXII              | 2012 - 2015 |
| Flor Estela Rentería Medina                                                     |                     | LXIII             | 2015 - 2018 |
| Luis Fernando Salazar Fernández                                                 |                     | LXIV              | 2018 - 2021 |
| José Antonio Gutiérrez Jardón                                                   |                     | LXV               | 2021 -      |

## Resultados electorales

### 2021
|  | 22.66 % |

|  | 38.99 % |

|  | 0.54 % |

|  | 33.85 % |

|  | 0.87 % |

|  | 0.31 % |

|  | 0.33 % |

|  | 0.75 % |

|  | 0.60 % |

|  | 0.00 % |

|  | 0.00 % |

|  | 0.00 % |

### 2018
|  | 37.7042 % |

|  | 28.3501 % |

|  | 32.2164 % |

|  | 0.0485 % |

|  | 1.6806 % |

|  | 100.00 % |

### 2015
|  | 19.83 % |

|  | 56.05 % |

|  | 2.18 % |

|  | 1.24 % |

|  | 2.21 % |

|  | 5.39 % |

|  | 6.02 % |

|  | 1.48 % |

|  | 2.02 % |

|  | 1.20 % |

|  | 1.15 % |

|  | 1.14 % |

|  | 1.12 % |

|  | 1.10 % |

|  | 1.07 % |

|  | 1.01 % |

|  | 0.05 % |

|  | 3.44 % |

|  | 100.00 % |

### 2012
|  | 32.35 % |

|  | 37.09 % |

|  | 16.30 % |

|  | 3.44 % |

|  | 3.21 % |

|  | 0.22 % |

|  | 7.36 % |

|  | 100.00 % |

### 2009
|  | 20.67 % |

|  | 61.85 % |

|  | 2.92 % |

|  | 2.31 % |

|  | 4.66 % |

|  | 3.69 % |

|  | 0.40 % |

|  | 0.08 % |

|  | 3.42 % |

|  | 100.00 % |